# Gemeiner Lein
Gemeiner Lein (Linum usitatissimum), auch Saat-Lein, Haarlinse und Flachs genannt, ist eine alte Kulturpflanze, die zur Faser- (Faserlein) und zur Ölgewinnung (Öllein, Leinsamen, Leinöl) angebaut wird. Er ist eine Art aus der Gattung Lein (Linum) in der Familie der Leingewächse (Linaceae) und die einzige Lein-Art, deren Anbau eine wirtschaftliche Bedeutung hat. Es gibt mehrere Convarietäten sowie etliche Sorten. In der Praxis wird nach der Hauptverwendung Faserlein und Öllein unterschieden.
Das lateinische Artepitheton usitatissimum bedeutet meist verwendet / am gebräuchlichsten und bezieht sich auf die vielfältige Verwendbarkeit. „Flachs“ leitet sich von „flechten“ ab und bezieht sich auf die Verarbeitung.

## Merkmale

### Vegetative Merkmale
Der Gemeine Lein ist eine einjährige Pflanze (Therophyt), die eine Wuchshöhe von 20 bis 100 Zentimetern erreicht. Sie besitzt eine kurze, spindelförmige Pfahlwurzel mit feinen Seitenwurzeln. Die Hauptwurzel wird etwa gleich lang wie der Spross. Die ganze Pflanze ist kahl. Die Stängel stehen meist einzeln und aufrecht, im Bereich des Blütenstandes sind sie verzweigt.
Die stiellosen Laubblätter stehen wechselständig. Sie sind zwei bis drei (selten vier) Zentimeter lang und 1,5 bis drei (sechs) Millimeter breit. Ihre Form ist lineal-lanzettlich, dabei ist ein Blatt fünf- bis 15 mal so lang wie breit. Die Blätter sind dreinervig, kahl und haben einen glatten Rand.

### Stängel und Fasern

Querschnitt durch den Stängel

Das äußerste Gewebe im Stängel ist die von einer Wachsschicht überzogene Epidermis. Es folgt die chlorophyllführende Rindenschicht. In die Rindenschicht eingebettet sind 20 bis 50 Bastfaserbündel als Festigungsgewebe. Jedes Bündel besteht aus zehn bis 30 Sklerenchym-Zellen, den Elementarfasern. Diese besitzen einen sechseckigen bis polygonalen Querschnitt mit kleinem Hohlraum. Die Länge einer Elementarfaser beträgt im Durchschnitt 2,5 bis sechs Zentimeter, in den oberen Stängelteilen kann sie auch acht bis zehn Zentimeter erreichen. Das ganze Faserbündel wird als technische Faser bezeichnet. Der Fasergehalt des Stängels beträgt 19 bis 25 %. Die Faser selbst besteht zu 65 % aus Zellulose, die weiteren Bestandteile sind Hemizellulose mit 16 %, Pektin (3 %), Protein (3 %), Lignin (2,5 %), Fette und Wachse (1,5 %), Mineralstoffe (1 %) und 8 % Wasser.
Nach innen zu folgt das sehr dünne Kambium, sodann der größte Bereich, der Holzzylinder. Im Zentrum befindet sich ein schmaler Bereich aus Mark, im reifen Stängel noch ein Hohlraum (Lumen, 1).

### Blütenstand und Blüten

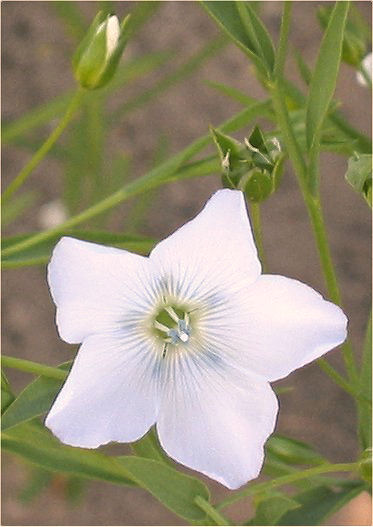
Weißblühende Form des Gemeinen Leins.

Der Blütenstand ist ein rispenartiger Wickel.
Die Blüten sind groß und über zwei Zentimeter breit. Die Blütenstiele sind länger als das Tragblatt, kahl und aufrecht. Die Blüte ist fünfzählig. Die Kelchblätter sind fünf bis sieben (neun) Millimeter lang. Sie sind lang zugespitzt, haben einen weißen Hautrand und sind an der Spitze bewimpert. Die Kelchblätter sind drei- oder fünfnervig. Die Kronblätter sind 12 bis 15 Millimeter lang und von hellblauer Farbe mit dunklerer Aderung, selten weiß, violett oder rosa. Die fünf Staubblätter sind zwei bis fünf Millimeter lang, an ihrem Grund sitzen Nektarien. Der Fruchtknoten ist oberständig und besteht aus fünf verwachsenen Fruchtblättern mit freien Griffeln. Die Narben sind keulenförmig. Blütenbiologisch handelt es sich um eine homogame, nektarführende Scheibenblume. Vorherrschend ist Selbstbestäubung (Autogamie), die Fremdbefruchtung durch Insekten (Auskreuzungsrate) beträgt rund fünf Prozent.
Die Blütezeit ist Juni, Juli, August.

### Früchte und Samen

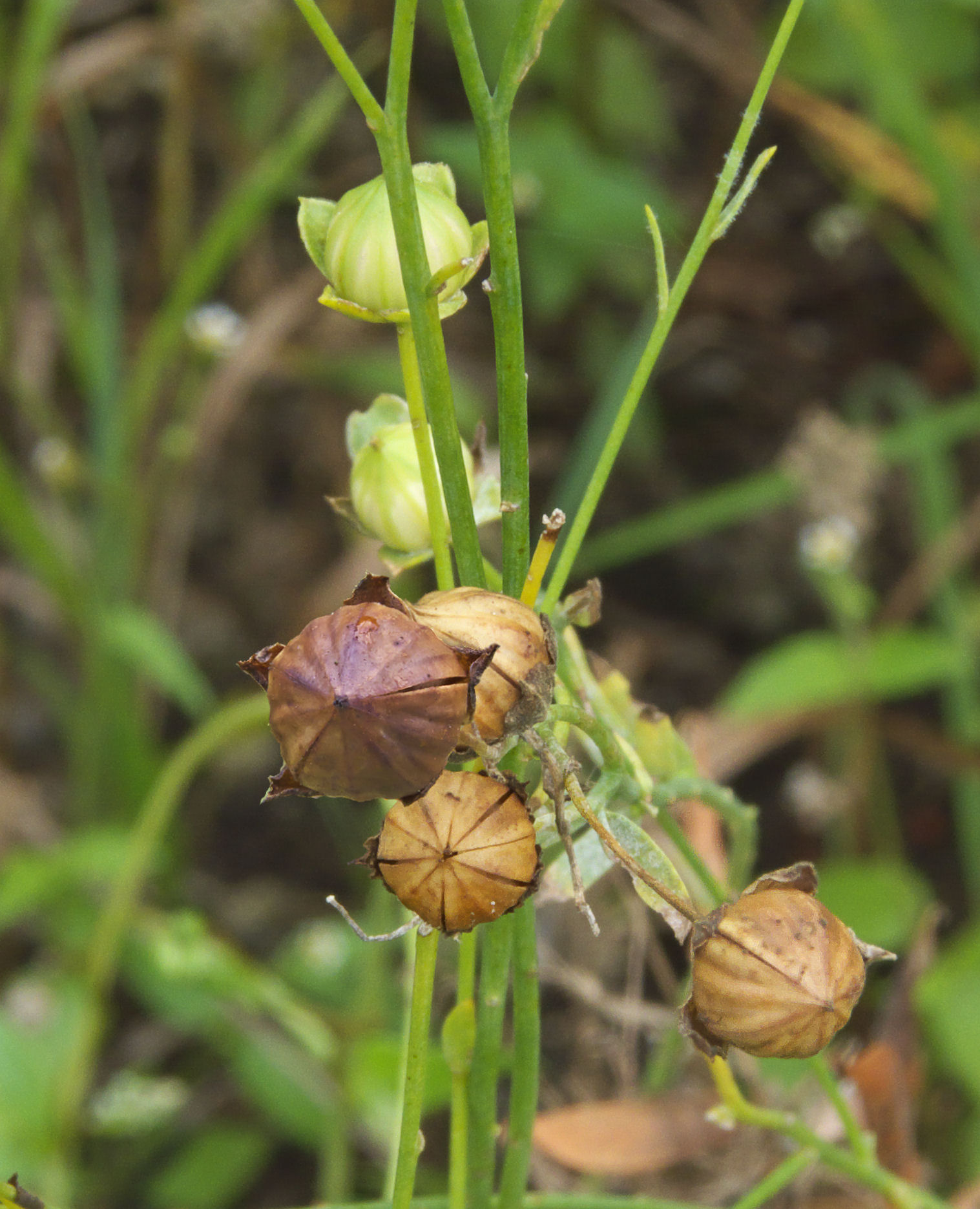
Kapseln

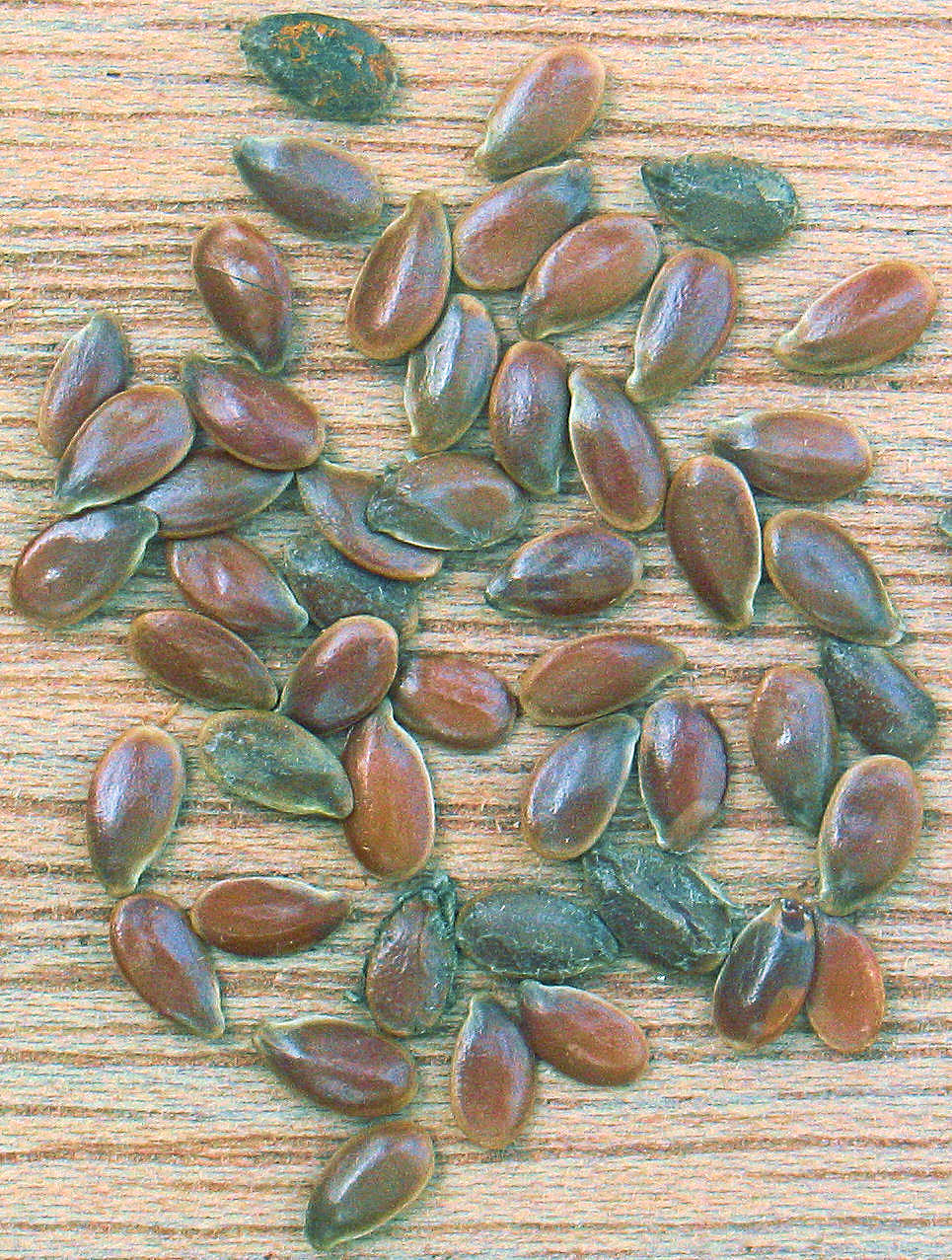
Samen des Gemeinen Leins

Die Fruchtstiele stehen aufrecht und tragen eine sechs bis neun Millimeter lange Kapsel. Diese ist kugelig-eiförmig und rund einen Millimeter lang geschnäbelt. Die Kapsel ist fünffächrig, jedes Fach enthält zwei Samen. Dabei ist jedes Fach durch eine falsche Scheidewand in zwei Kompartimente mit je einem Samen unterteilt. Die Kapsel öffnet sich wand- oder fachspaltig oder bleibt geschlossen.
Die Samen sind 4 bis 4,9 (6,5) Millimeter lang und 2,5 bis drei Millimeter breit. Die Form ist abgeflacht eiförmig. Der Nabel (Hilum) liegt am schmalen, zugespitzten Ende. Die Farbe der Samen variiert je nach Sorte von hellgelb bis dunkelbraun bei glänzend glatter Oberfläche. Die Tausendkornmasse beträgt bei Faserlein vier bis sieben Gramm, bei Öllein bis zu 15 Gramm. Die Samenschale ist dünn, spröde und besteht aus fünf Schichten: Die Epidermis bildet Schleimstoffe. Es folgen nach innen je eine Zellschicht Ringzellen, Steinzellen und Querzellen. Die innerste Schicht, die Pigmentschicht ist einzellschichtig und besteht aus vier- bis sechseckigen, dickwandigen Zellen und ist für die Farbe des Samens verantwortlich. Das Endosperm ist schwach ausgeprägt und nur in Form eines dünnen Häutchens vorhanden. Die Zellen enthalten wie die der Keimblätter Öl und Proteine. Der Embryo besitzt zwei kräftige, fleischige Keimblätter, die als Speicherorgane dienen.
Der Ölgehalt der Samen liegt zwischen 30 % und 44 % und hängt ab von der Sorte, den Umweltbedingungen und dem Grad der Reife. Da Faserlein vor der Vollreife geerntet wird, enthalten seine Samen weniger Öl. Hauptfettsäure ist mit rund 50 % bis 70 % die ungesättigte α-Linolensäure. Der Gehalt der für die menschliche Ernährung bedeutenden Omega-3-Fettsäuren in Leinöl ist der höchste aller bekannten Pflanzenöle. Die weitere Zusammensetzung beträgt 10 % bis 20 % Linolsäure, 12 % bis 24 % Ölsäure, sowie je unter 10 % Stearin- und Palmitinsäure. Der Roheiweißgehalt liegt zwischen 19 % und 29 %. Der Anteil der für den Menschen essentiellen Aminosäuren Lysin, Methionin und Tryptophan ist hoch. An sekundären Inhaltsstoffen sind die cyanogenen Glykoside Linamarin und Lotaustralin von Bedeutung, die enzymatisch zu Blausäure umgewandelt werden können und daher bei Aufnahme großer Mengen möglicherweise Vergiftungen hervorrufen können.

### Chromosomenzahl
Die Chromosomenzahl beträgt 2n = 30 oder 32.

## Entwicklung

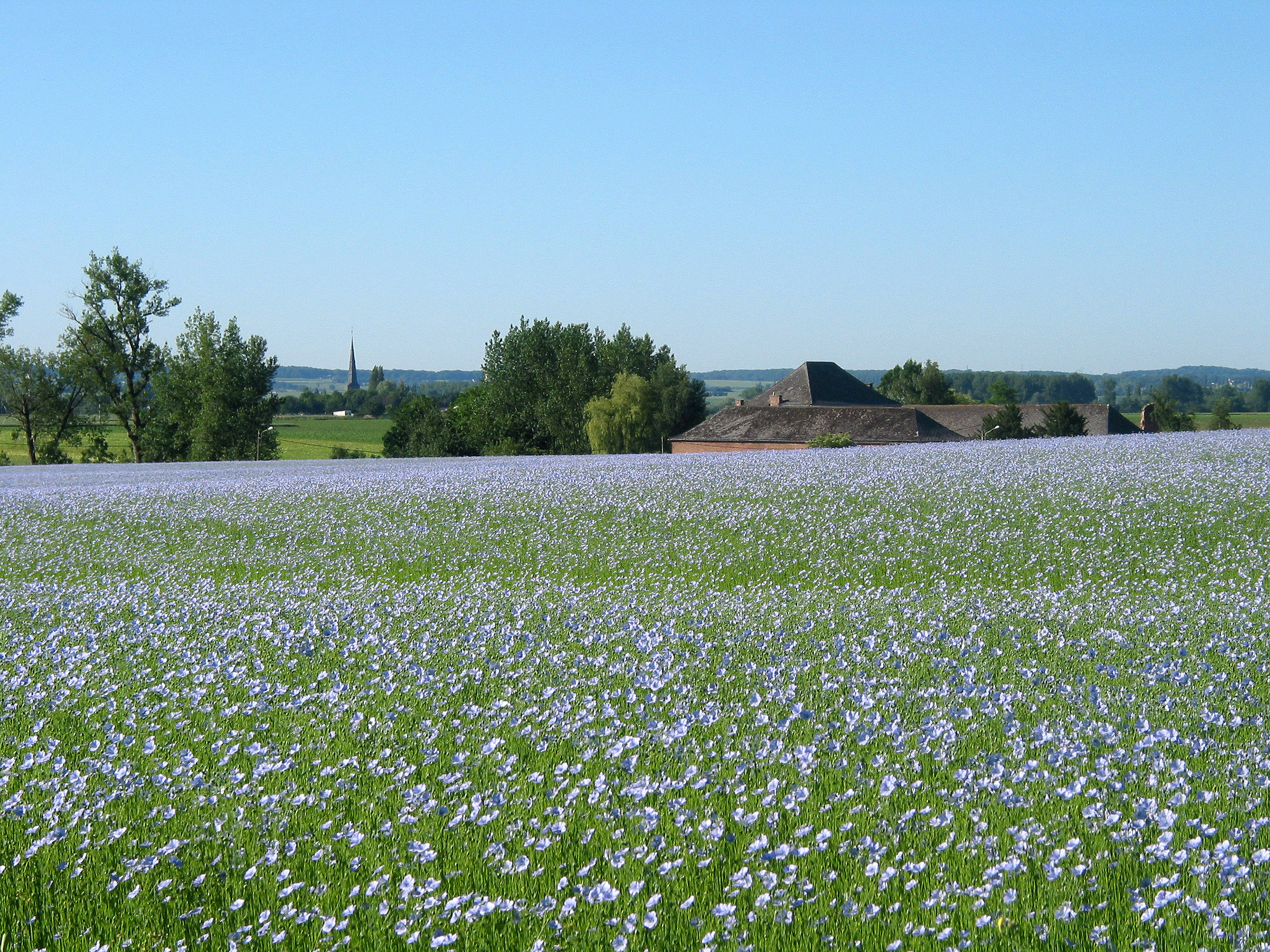
Leinfeld zur Blütezeit, Belgien

Die Keimung des Leins erfolgt epigäisch. Zum Beginn der Keimung quillt der Samen unter Wasseraufnahme auf, wobei sich die schleimhaltige Epidermis um ein Vielfaches vergrößert. Die Samenschale öffnet sich am spitzen Ende (Hilum) durch das Durchbrechen der Keimwurzel (Radicula). Danach streckt sich das Hypokotyl und die anfangs noch gefalteten Keimblätter entfalten sich und ergrünen. Die Keimblätter wachsen noch weiter und bleiben mehrere Wochen lang erhalten.
Die Triebspitze zwischen den Keimblättern wächst zum häufig einzigen Stängel heran. Beim Öllein, in lockeren Beständen auch beim Faserlein, erfolgt mit Erscheinen des dritten Blattpaares eine Basalverzweigung in den Achseln der Keimblätter.
Bis zur Höhe von rund acht Zentimeter erfolgt das Wachstum relativ langsam, danach beschleunigt es sich. Bei etlichen Sorten dauert das Längenwachstum des Stängels bis zum Ende der Blühphase an. Die Blattzahl ist am höchsten zum Beginn der Blüte, mit Beginn der Samenfüllung beginnt das Absterben der ältesten Blätter.
Die Blütenknospen werden relativ früh angelegt, etwa bei einem Sechstel der Maximalhöhe der Pflanze, bei Faserlein mit rund 15 Zentimeter. Dabei neigt sich die Triebspitze nach unten, die Knospen erscheinen, und wenige Tage später erscheinen die Blüten. Die Blütenanzahl ist nicht determiniert, je nach Sorte und Umweltbedingungen ist der Blütenstand unterschiedlich stark verzweigt. Lein ist eine Langtagpflanze, die kritische Tageslänge beträgt dabei 14 bis 16 Stunden. Kurztagbedingungen führen zu einer größeren Stängellänge und einem späteren Blühbeginn. Daher ist eine frühe Aussaat günstig, damit unter Kurztag möglichst viel Stängelmasse gebildet werden kann.
Die Blüte erfolgt im Zeitraum von Juni bis August. Die Blühdauer des Bestandes vom Öffnen der ersten bis zum Schließen der letzten Blüte dauert beim Faserlein etwa zwei Wochen. Die Blüte beginnt dabei mit der terminalen Blüte der Haupttriebspitze. Die Einzelblüte beginnt am frühen Morgen. In der noch geschlossenen Blüte öffnen sich die Staubbeutel und bringen den Pollen durch eine Drehbewegung auf die Narbe. Die Selbstbestäubung erfolgt also vor Öffnung der Blüte, die am Vormittag erfolgt. Durch kleine Honigdrüsen am Grunde der Staubblätter werden Insekten angelockt. Kurz nach dem Öffnen der Blüte werden die Blütenblätter abgeworfen, die Kelchblätter vergrößern sich und tragen zur Versorgung der jungen Samen bei. Die Kelchblätter bleiben bis zur Fruchtreife erhalten.

## Anbau

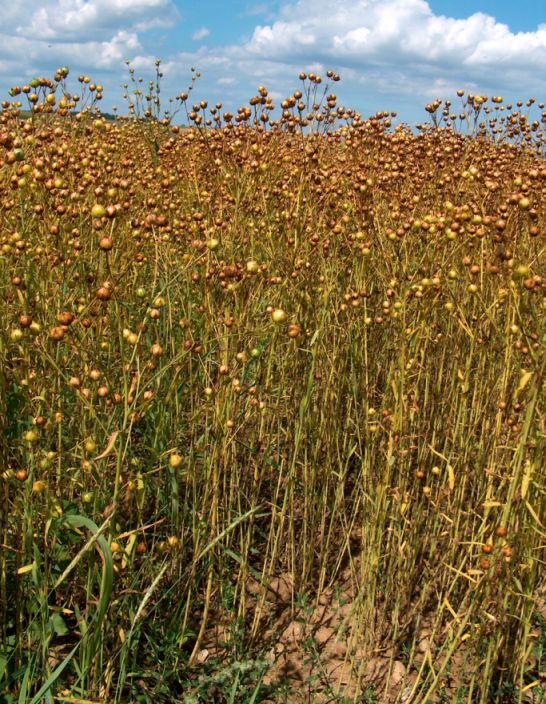
Leinfeld im August

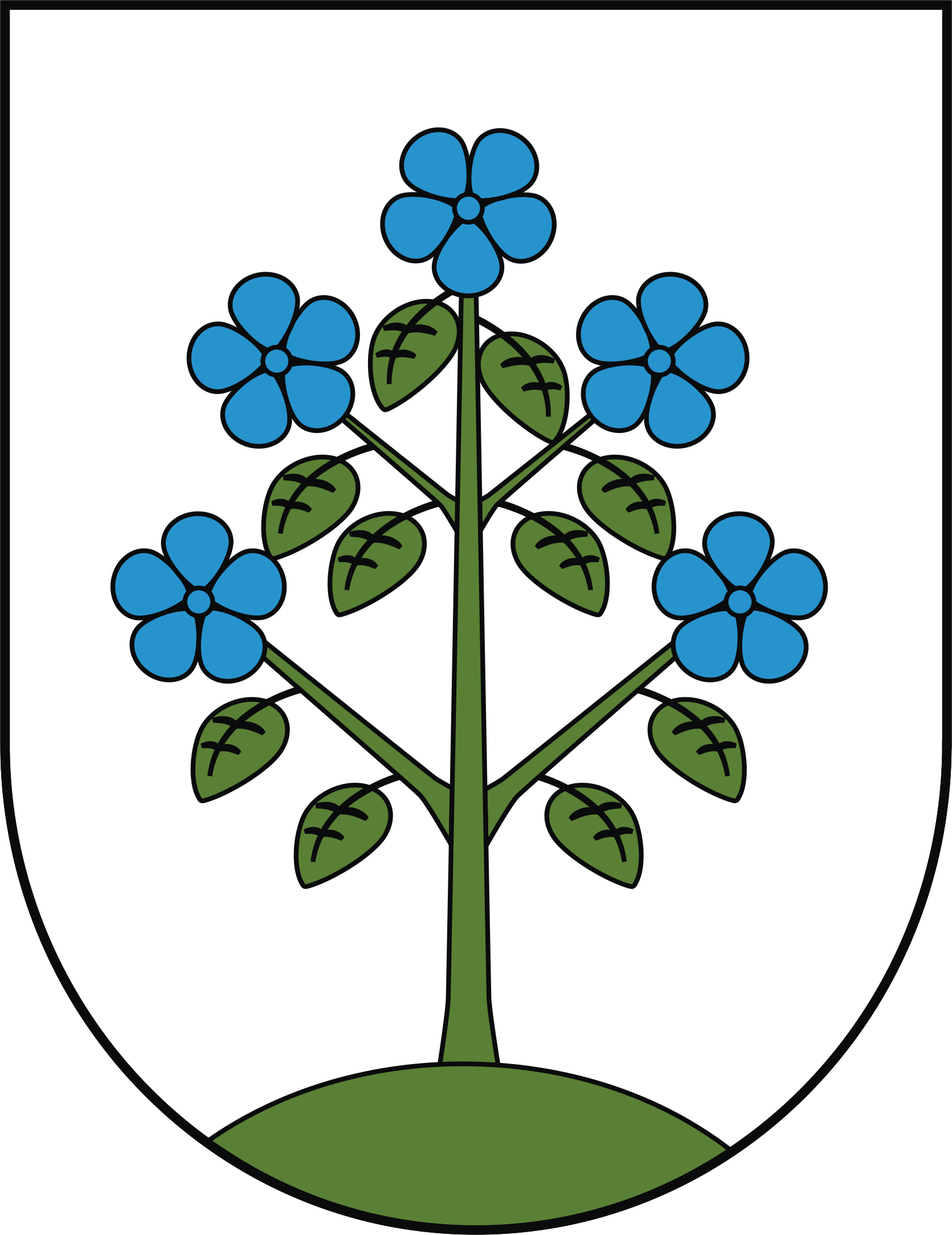
Wappen von Leppersdorf/Ldkr. Bautzen als Hinweis auf die örtliche Verwendung in der Leineweberei

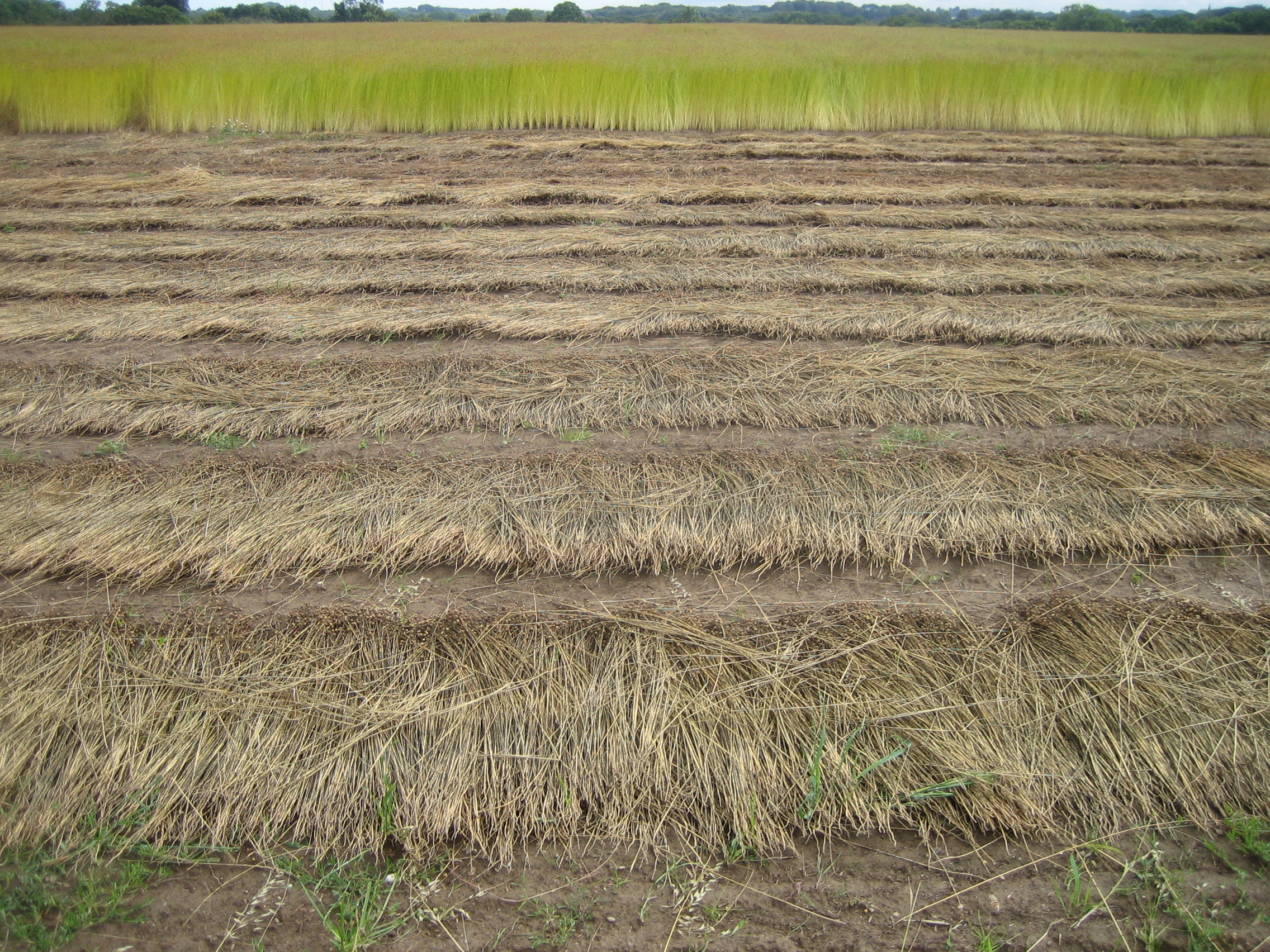
Leinfeld zur Erntezeit, Frankreich

Lein stellt keine besonderen Ansprüche an den Boden, lediglich staunasse, verschlämmungsgefährdete und anmoorige Standorte verträgt er nicht. Für die Blütenbildung und das Faserwachstum sind Langtagbedingungen nötig. Trockenperioden verringern die Faserbündelanzahl deutlich, der Wasserbedarf des Ölleins ist dabei geringer als der des Faserleins. Wichtig ist eine gute Wasserversorgung von rund 120 Millimeter Niederschlag in der Hauptwachstumsphase im Mai/Juni. Der Lein wurde früher in Tirol und Kärnten bis in Meereshöhen von 1600 Metern angebaut, im Engadin bis 1800 Meter.
In der Fruchtfolge ist ein Abstand von sechs Jahren zwischen zwei Leinanbauten nötig. Dies ist durch die Akkumulation von Schadpilzen, besonders Fusarium oxysporum, im Boden bedingt. Ansonsten stellt Lein keine besonderen Anforderungen an die Fruchtfolge. Wichtig ist eine Vorfrucht, die wenig Unkraut hinterlässt. Als beste Vorfrucht gilt Saat-Hafer, in Frankreich und Belgien wird Lein häufig nach Mais angebaut.
Als Langtagpflanze erfordert der Lein eine frühe Aussaat, in der Regel Ende März/Anfang April. Auftretende Spätfröste werden vertragen, verstärken aber die Basalverzweigung, was für Faserlein ertrags- und qualitätsmindernd ist, für Öllein tolerierbar ist. Das Haupternteprodukt – Faser oder Öl – kann neben der Sortenwahl auch durch die Bestandsdichte beeinflusst werden: geringe Dichten fördern die Samenbildung, hohe Bestandsdichten die Faserbildung.
Düngung beschränkt sich in der Regel auf die Gabe von Phosphor und Kalium, bei Öllein erfolgt eine einmalige Stickstoff-Gabe. Zu viel Stickstoff erhöht die Lagergefahr wesentlich und führt auch zu schlechterer Faserqualität: die Faserzellen werden weitlumiger und dünnwandiger, die Faserbündel sind locker und unregelmäßig und stärker verholzt. Bei Öllein führt zu viel Stickstoff zu niedrigerem Ölgehalt und einem geringeren Linolensäure-Anteil. Gute Kalium-Versorgung erhöht vor allem die Faserqualität: Größe, Festigkeit, Spinnfähigkeit der Faser werden besser, die Zahl der Faserzellen wird erhöht. Chloride führen zu einer Auflockerung und einer schwammigen Struktur der Fasern, weshalb chloridhaltige Dünger nicht geeignet sind. Der Magnesiumbedarf ist mit einem Entzug von 18 Kilogramm pro Hektar relativ hoch. An Mikronährstoffen sind besonders Bor und Zink wichtig. Bei der Tauröste, die auf den Feldern stattfindet, gelangt ein Großteil der aufgenommenen Nährstoffe wieder in den Boden zurück.
Die Ernte erfolgt beim Öllein nach 110 bis 120 Tagen Vegetationszeit durch Mähdrusch. Die Erträge liegen zwischen 1,8 und 3,0 Tonnen Leinsaat pro Hektar.
Faserlein erfordert zur Ernte spezielle Maschinen. Die Ernte erfolgt zur Gelbreife, das heißt sieben bis zehn Tage vor Vollreife. Dabei werden die Pflanzen in Bündeln mit einer Raufmaschine gerauft, also mit dem Wurzelansatz aus dem Boden geholt. Es folgen die weiteren Verarbeitungsschritte wie Rösten, Brechen, Schwingen und Hecheln. Im Durchschnitt werden 5 bis 6 Tonnen Röststroh pro Hektar geerntet (siehe Flachsfaser#Ernte).
Anbauflächen und Erntemengen:
| Erntemengen Leinsamen 2006 (in Tonnen) | Erntemengen Leinsamen 2006 (in Tonnen) |
| Land                                   | Leinsamen                              |
| -------------------------------------- | -------------------------------------- |
| Kanada                                 | 1.041.100                              |
| VR China                               | 480.000                                |
| USA                                    | 280.000                                |
| Indien                                 | 210.000                                |
| Äthiopien                              | 127.998                                |
| Argentinien                            | 53.780                                 |
| Bangladesh                             | 50.000                                 |
| Großbritannien                         | 49.000                                 |
| Frankreich                             | 43.155                                 |
| Russland                               | 36.000                                 |
| Ukraine                                | 30.000                                 |
| Ägypten                                | 27.000                                 |

Die größten Anbauländer für Faserlein (Flachs) außerhalb der EU sind (mit Anbaufläche in Hektar 2005) China mit 161.000, Russland mit 89.210, Belarus mit 71.000, die Ukraine mit 23.600 und Ägypten mit 8900 Hektar. In der EU wurden 2006 102.740 Hektar mit Verarbeitungshilfe angebaut, wobei die Flächen ohne Verarbeitungshilfe nicht ins Gewicht fallen. Davon entfallen auf Frankreich 76.278, auf Belgien 15.919, auf die Niederlande 4366 und die Tschechische Republik 2736 Hektar. In Deutschland mit 30 und Österreich mit 129 Hektar ist der Anbau bedeutungslos.
Die EU förderte noch bis zum Wirtschaftsjahr 2012 die Erzeugung von Kurzfasern mit 90 Euro pro Tonne. Für die traditionellen Anbauländer Niederlande, Belgien und Frankreich gab es bis 2007/08 zusätzlich Flächenbeihilfen von 50 bis 120 Euro pro Hektar. Auch die Verarbeitungsbeihilfe für Langfasern wurde zum Wirtschaftsjahr 2012 abgeschafft. Bis 2010 betrug sie 200 Euro pro Hektar, bis 2012 wurden 160 Euro bezahlt. Die Weltproduktion an Flachsfasern beträgt jährlich rund zwei Millionen Tonnen, was etwa zwei Prozent des Weltfaseraufkommens entspricht.
Der Öllein wird hauptsächlich in Nordamerika angebaut. Die jährlichen Erntemengen schwanken von Jahr zu Jahr beträchtlich und lagen im Hauptanbauland Kanada zwischen 1996 und 2005 zwischen 517.000 und 1.082.000 Tonnen Leinsamen. Die wichtigsten Anbauprovinzen sind dabei Saskatchewan und Manitoba, kleine Flächen gibt es auch in Alberta. Die Welternte betrug 2006 laut FAO 2.569.793 Tonnen.

## Konkurrenz, Krankheiten und Fraßfeinde
Junge Bestände sind relativ konkurrenzschwach, sodass Unkräuter eine Rolle spielen: Acker-Stiefmütterchen (Viola arvensis), Gewöhnliches Hirtentäschel (Capsella bursa-pastoris), Kamille (Matricaria recutita), Schwarzer Nachtschatten (Solanum nigrum), Weißer Gänsefuß (Chenopodium album), Windenknöterich (Fallopia convolvulus), Vogel-Knöterich (Polygonum aviculare), Vergissmeinnicht (Myosotis spp.), Vogelmiere (Stellaria media), Gemeiner Windhalm (Apera spica-venti) und Hühnerhirse (Echinochloa crus-galli). Einige der früher für Flachsfelder typischen „linicolen“ Unkräuter wie der parasitische Flachs-Teufelszwirn (Cuscuta epilinum), der Lein-Lolch (Lolium remotum), Gezähnter Leindotter (Camelina alyssum), eine Unterart der Kornrade (Agrostemma githago var. linicolum) und Flachs-Leimkraut (Silene linicola) sind in Mitteleuropa durch die lange Anbaupause so gut wie ausgestorben.
Die wichtigsten Krankheitserreger des Leins sind Pilze. In Westeuropa ist die wichtigste Krankheit die Flachswelke oder Fusariose, verursacht durch Fusarium oxysporum f. lini. Er zerstört die Leitungsbahnen und scheidet Welketoxine aus, woraufhin die Pflanzen verwelken und absterben. Weitere Krankheiten und ihre Erreger beim Lein sind der Lein-Rost (Melampsora lini), die Pasmokrankheit (Septoria linicola), die Braunfleckenkrankheit oder Anthraknose (Colletotrichum linicola), Stängelbräune und Stängelbruch (Polyspora lini), Pustelkrankheit und Stängeldürre (Phoma linicola und Ascochyta linicola) sowie der Flachs- oder Wurzelbrand (Pythium megalacanthum). Die Pilzkrankheiten Grauschimmelfäule (Botrytis cinerea), Schwärzepilze (Alternaria) und Mehltau (Oidium lini) sind weniger gefährlich, da gut behandelbar. In Nordamerika können auch durch Asternzikaden übertragene Viren von Bedeutung sein.
Der Rostpilz Melampsora liniperda befällt ebenfalls den Gemeinen Lein.
An tierischen Schädlingen sind Leinerdflöhe (Aphthona euphorbiae, Longitarsus parvulus) am bedeutendsten, die die Pflanzen durch Fraß schädigen. Daneben gibt es noch Leinblasenfüße (Thrips linarius und Thrips angusticeps).
An abiotischen Faktoren sind wichtig Spätfröste, die zum kompletten Absterben der Keimlinge führen können. Chlorosen können nach zu starker Kalkung auftreten, da diese indirekt einen Eisenmangel hervorruft.

## Verarbeitung und Verwendung

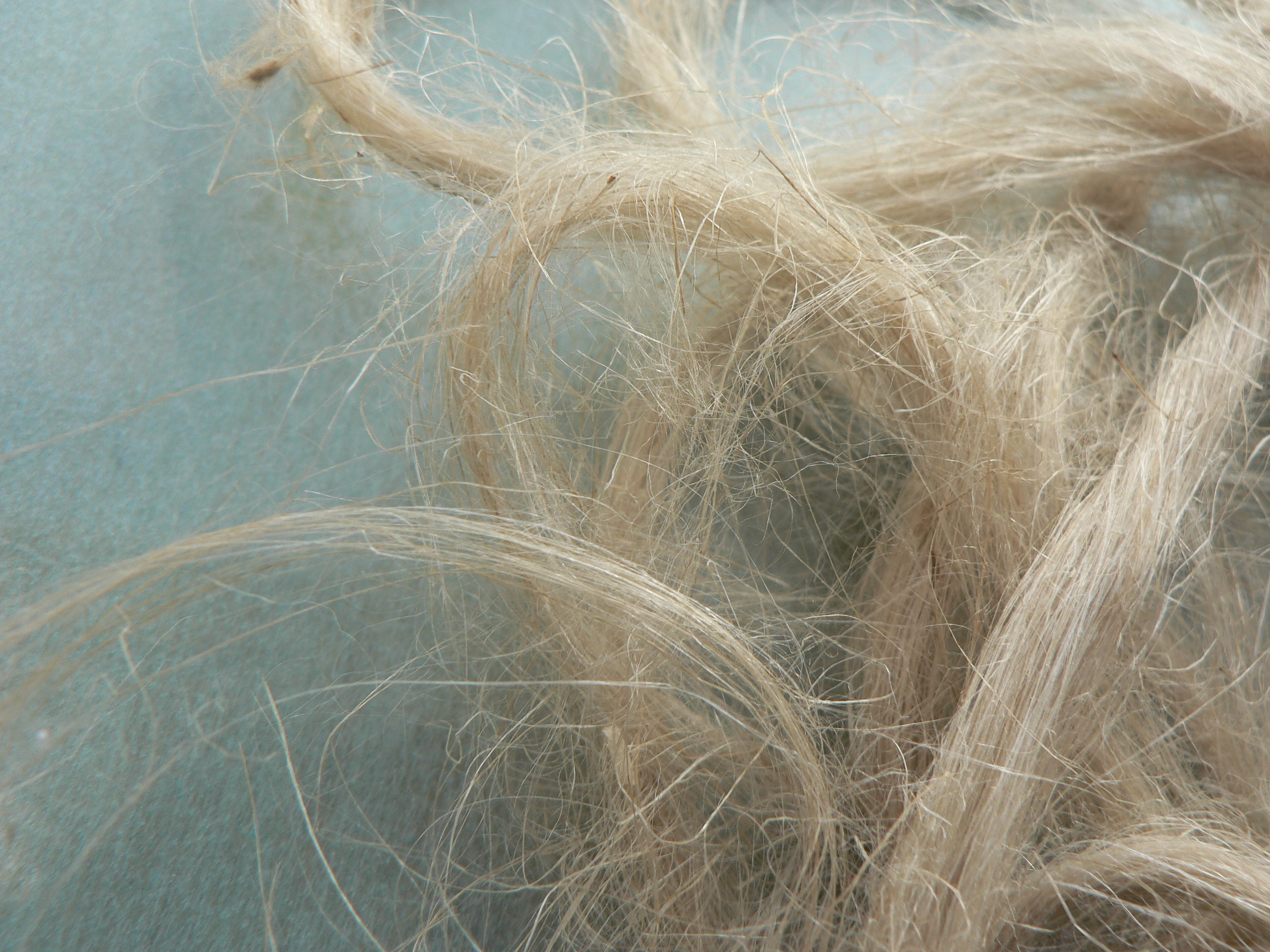
Flachsfasern

Die Verarbeitung der Flachsfasern ist aufwändig. Die Flachsstängel werden zunächst geröstet, dabei werden durch Mikroorganismen im Wasser (Wasserröste) oder am Feld liegend (Tauröste) die Bastfasern gelöst. Nach der Röste wird der Lein gebrochen, dadurch wird der Holzkörper zerkleinert und es entstehen die Schäben. Anschließend wird der Lein geschwungen, dabei wird das Werg, das Kurzfasern enthält, von den hochwertigen Langfasern getrennt. Rund 15 % der Stängelmasse sind Langfasern. Diese werden durch Hecheln gereinigt und dann gesponnen. Die Produktion von Flachsfasern dient zu etwa 61 % der Gewinnung von Langfasern.
Leinenfasern, für die die Langfaser genutzt wird, haben einen Marktanteil bei den Textilien von unter einem Prozent. Rund 40 % des Leinens werden zu Bekleidung verarbeitet, 25 % zu Haushaltswäsche, 20 % zu Heimtextilien und 15 % für technische Zwecke.
Das als Nebenprodukt entstehende Werg (Kurzfasern) kann zu Papier verarbeitet werden. Er findet in Polstermöbelfüllungen, Verbundwerkstoffen und Dämmstoffen Verwendung. Die Schäben werden unter anderem in Pressspanplatten als Füllstoff verarbeitet, auch als Tiereinstreu verwendet. Das Leinwachs fällt im Staub an, kann leicht isoliert werden und findet in der Kosmetik und Pharma-Industrie Verwendung.
Die Samen werden sowohl vom Öllein wie vom Faserlein verwertet. Die Leinsamen werden nur zu einem geringen Teil direkt in Backwaren, als Reformkost und als Arzneimittel bei Verstopfung verwendet. Andere medizinische Anwendungen sind wissenschaftlich nicht ausreichend abgesichert.
Der überwiegende Teil wird zur Ölgewinnung eingesetzt. Leinöl kann als Speiseöl verwendet werden. Durch den Gehalt von 50 % bis 67 % Linolensäure ist es ein trocknendes Öl. In der Industrie wird es zu Farben, Lacken, Firnissen, Druckfarben, Wachstüchern, Schmierseife und Linoleum verarbeitet sowie für die Herstellung von Kosmetika und Pflegemitteln eingesetzt. In Farben und Lacken ist es weitgehend durch synthetische Produkte ersetzt worden, wird aber auch heute in Druckfarben sowie für Lacke und Firnisse im Holzschutz benutzt. Nebenprodukte der Ölgewinnung sind Leinkuchen und Leinschrot, wegen des Reichtums an Protein werden sie als Tierfutter, besonders für Rinder und Kälber verwendet.

## Systematik
Der Gemeine Lein ist nur aus Kultur bekannt. Nur selten tritt er verwildert auf. Er stammt vom Zweijährigen Lein (Linum bienne) ab, der im Mittelmeergebiet heimisch ist. Diese Art wurde in Mesopotamien ab dem frühen Neolithikum (ab 7.500 v. Chr.) kultiviert. Die Entstehung des Gemeinen Leins dürfte in Mesopotamien oder Ägypten erfolgt sein. Die beiden Arten werden von einigen Autoren auch als Unterarten der Art Linum usitatissimum geführt, der Zweijährige Lein ist dann Linum usitatissimum subsp. angustifolium (Huds.) Thell. und der Gemeine Lein Linum usitatissimum subsp. usitatissimum.
Die Systematik innerhalb der Art ist aufgrund der großen Variabilität des Leins lange umstritten gewesen. Zwischen 1866 und 1953 wurden mindestens acht Systeme für den kultivierten Lein vorgeschlagen. 1962 veröffentlichten Kulpa und Danert eine Gliederung, in der sie den kultivierten Lein als Unterart Linum usitatissimum subsp. usitatissimum in vier Convarietäten gliedern, und diese wiederum in insgesamt 28 Varietäten. Der Gliederung in die Convarietäten haben sich auch die Herausgeber von Mansfeld's Encyclopedia of Agricultural and Horticultural Crops angeschlossen, wie auch Diederichsen und Richards 2003.
- Convar. crepitans (Boenningh.) Kulpa & Danert: Die Kapseln öffnen sich während der Reife und die Samen fallen aus der Kapsel. Nach der Reife werden die Kapseln abgeworfen. Das Geräusch beim Aufspringen führte zum Namen Klanglein, er wird auch Springlein genannt. Diese Convarietät wurde früher in Zentral- und Südosteuropa als Faserpflanze angebaut. Sie wird nicht mehr kommerziell angebaut und ist nur noch in Samenbanken erhalten.[21]

Bei den übrigen Convarietäten bleiben die Kapseln bei der Reife geschlossen und werden auch nicht abgeworfen.
- Convar. elongatum Vavilov & Elladi in E. Wulff: Die Pflanzen sind höher als 70 Zentimeter und höchstens das oberste Drittel des Stammes besitzt Seitenzweige. Sind die Pflanzen unter 70 Zentimeter hoch, ist höchstens das oberste Fünftel verzweigt. Diese Convarietät ist der typische Faserlein und war früher in den temperaten und nördlichen Bereichen Europas, besonders in Osteuropa von großer Bedeutung und wird heute noch in den westeuropäischen Faserlein-Ländern angebaut.[21]
- Convar. mediterraneum (Vavilov ex Elladi) Kulpa & Danert: Die Pflanzen sind kleiner als 70 Zentimeter und in mehr als dem oberen Fünftel verzweigt. Das Tausendkorngewicht ist höher als neun Gramm, die Kapseln sind groß. In der Regel sind die Pflanzen nicht basal verzweigt. Die Sorten dieser Convarietät werden als Öllein bezeichnet und dienen einzig zur Samenerzeugung. Diese Convarietät stammt aus dem Mittelmeergebiet und hat eine relativ lange Vegetationsdauer. Der Öllein wird zur Gewinnung der Leinsamen angebaut, die Fasergewinnung ist untergeordnet.[21]
- Convar. usitatissimum: Die Pflanzen sind kleiner als 70 Zentimeter und in mehr als dem oberen Fünftel verzweigt. Das Tausendkorngewicht ist kleiner als neun Gramm. Die Pflanzen sind häufig basal verzweigt. Diese Convarietät umfasst die Kombinationsleine, die zur Faser- wie zur Samengewinnung angebaut werden. Es ist die geographisch am weitesten verbreitete Convarietät und umfasst unter anderen den Frühlings-Samenlein, Winter-Samenlein, den Indischen und den Äthiopischen Lein.[21]

Für den kommerziellen Anbau sind nur Faserlein und Öllein von Bedeutung. Von beiden gibt es eine große Zahl von Sorten. Versuche, einen Kombinationslein einzuführen, der sowohl Fasern als auch Leinsamen in hoher Qualität liefern sollte, waren wenig erfolgreich.
In der EU sind 120 Sorten von Öl- und Faserlein zum Anbau zugelassen, in Österreich mit Stand 2008 die Sorten: 'Barbara', 'Hungarian Gold', 'Omega' und 'Sandra' als Öllein; als Faserlein 'Laura'.

## Geschichte

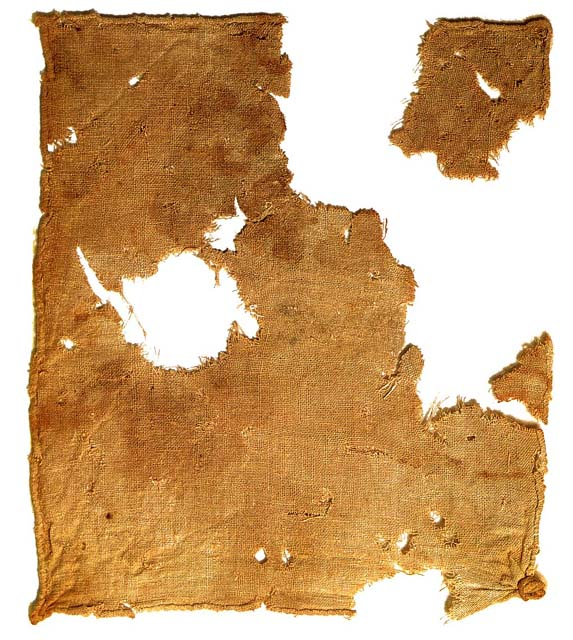
Konservierte Überreste eines alten Leinengewebes vom Toten Meer

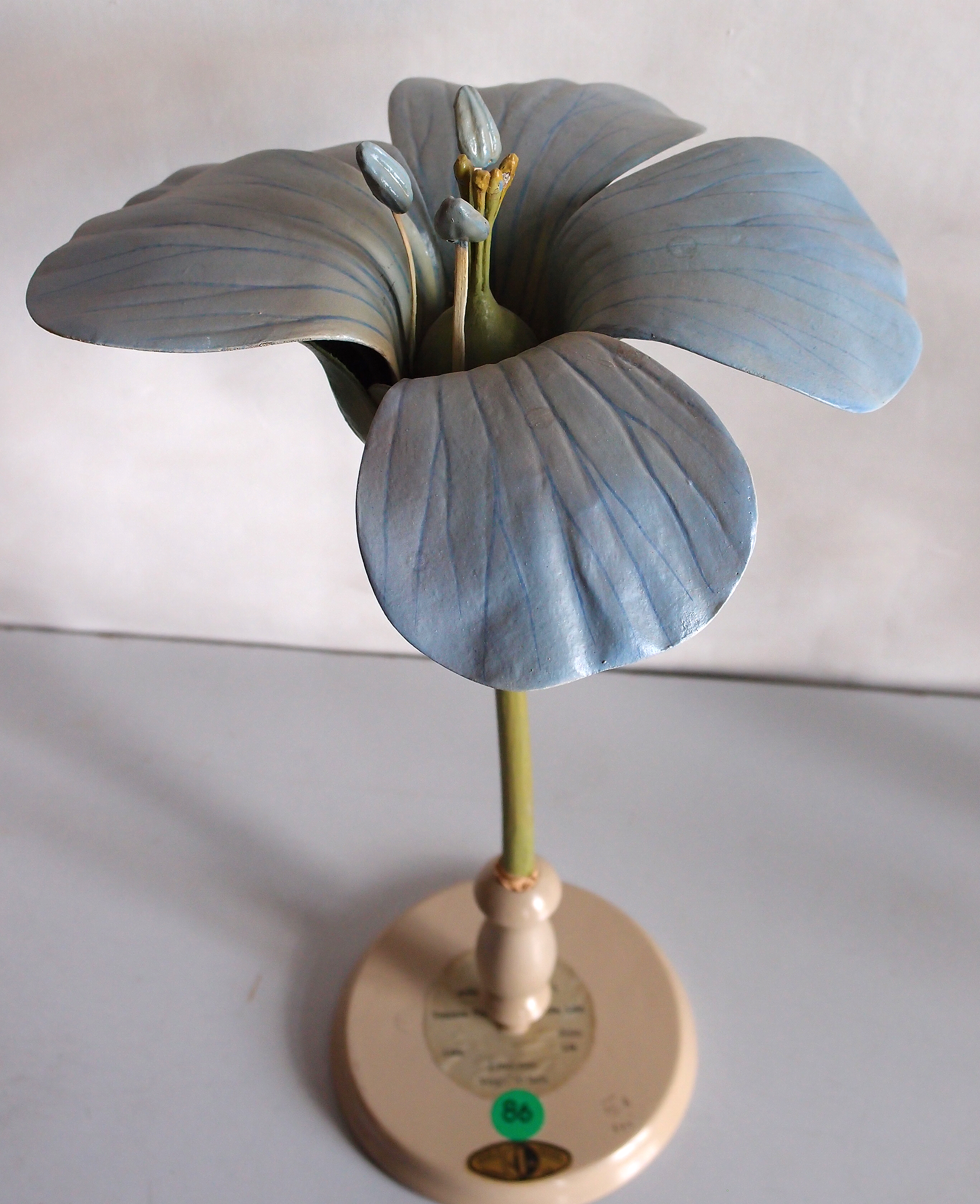
Historisches Modell einer Blüte von Linum usitatissimum, Botanisches Museum Greifswald

Die ältesten archäologischen Leinsamenfunde stammen aus Ali Kosch in Iran, ehemals in Elam, (7500–6700 v. Chr.) und aus Çayönü in der Südosttürkei (rund 7000 v. Chr.). Die Leinsamen sind jedoch so klein, dass sie dem Wild-Lein (Linum bienne) zugeordnet werden. In Tell Ramad in Syrien wurden in einer auf 6200 bis 6100 v. Chr. datierten Siedlungsschicht Leinsamen gefunden, die der Größe dem Gemeinen Lein näher sind. Andere frühe Fundstellen liegen am Oberlauf des Tigris, in den Ausläufern des Zagros-Gebirges und in Syrien. Eine Fundstelle in Griechenland (Sesklo, Peloponnes) wird auf 5500 v. Chr. datiert, zwei Fundstellen in Bulgarien auf 4800 und 4600 v. Chr. Genetische Studien konnten zeigen, dass der Gemeine Lein durch ein einziges Domestizierungs-Ereignis vom Wild-Lein abstammt. Die erste Verwendung war diesen Untersuchungen zufolge die Nutzung der Samen.
Die ältesten Funde der Leinenverarbeitung sind Leinenstoffe aus Ägypten aus dem Beginn des 4. Jahrtausends v. Chr. Sie stammen aus El Badâri in Oberägypten. Auf 3500 bis 3000 v. Chr. wird das Leinentuch aus el-Gebelên in der Libyschen Wüste datiert. Ab der 4. Dynastie haben sich Mumienbinden aus Leinen erhalten. Ebenfalls aus dem Alten Reich stammen bildliche Darstellungen der Flachsernte. Aus dem Mittleren Reich wurden mehrfach Samen und Kapseln als Grabbeigaben gefunden.
Nach Mitteleuropa kam der Lein mit der Bandkeramikkultur (ca. 5700 bis 4100 v. Chr.), er wurde auf den Lößflächen nördlich der Donau bis nach Nordfrankreich angebaut. In den Ufer- und Pfahlbausiedlungen an Bodensee und den Schweizer Seen wurde der Lein etwas später eingeführt. Nach Irland und Schottland gelangte der Lein ungefähr um 1800 v. Chr. In Norddeutschland und Skandinavien ist er erst ab der Eisenzeit, ab etwa 500 v. Chr. nachweisbar, stand aber während der römischen Kaiserzeit (1. bis 3. Jahrhundert n. Chr.) in hoher Blüte.
Im Mittelalter wird der Lein in allen Verzeichnissen zu Landwirtschaft und Medizin aufgelistet.
Gemeiner Lein (lateinisch Linum; deutsch auch „Flachs“) wurde in der Form einer Samendroge als Lini semen bezeichnet. Im Mittelalter bis ins 19. Jahrhundert war Leinen neben Hanf, Nessel und Wolle als Textilfaser in Gebrauch. Herstellung und Handel mit Leinen waren im Mittelalter und in der frühen Neuzeit wichtige wirtschaftliche Säulen in Venedig, Mailand, Augsburg, Ulm, Kempten und in Gent, Brügge, Antwerpen. Auch für die Hanse waren Leinenprodukte ein wichtiger Handelszweig. Die wichtigen deutschen Anbaugebiete befanden sich um den Bodensee und in Schlesien und verbreiteten sich auf die Schwäbische Alb, das Wuppertal, die Gebiete um Ravensburg und Osnabrück, Sachsen, Thüringen, Böhmen und Ostpreußen. Im 12. und 13. Jahrhundert war Deutschland der weltweit führende Flachsproduzent. Die Leinenproduktion konzentrierte sich auf Schlesien, Schwaben und Westfalen.
Im 18. Jahrhundert hatte Leinen einen Anteil von etwa 18 %, verglichen mit 78 % für Wolle. Wichtige Anbaugebiete waren Westeuropa, Deutschland und Russland. 1875 waren die drei größten Anbaugebiete das Russische Reich mit 910.000 Hektar, das Deutsche Reich mit 215.000 und Österreich-Ungarn mit 94.000 Hektar. Durch das Aufkommen der billigeren und vor allem leichter zu verarbeitenden Baumwolle gingen die Anbauflächen noch im 19. Jahrhundert stark zurück. 1914 wurden in Deutschland nur noch 14.000 Hektar angebaut. Einen kurzen Anstieg erfuhr der Anbau während der beiden Weltkriege, als Baumwollimporte durch die politische Lage nicht möglich waren. In der Nachkriegszeit ging der Leinanbau stark zurück und war 1957 in Westdeutschland und 1979 in Ostdeutschland bis auf geringe Restflächen verschwunden. Der Anbau hielt sich in Westeuropa nur in Nordfrankreich, Belgien und den Niederlanden.
In den 1980er Jahren stieg mit der Ökologie-Bewegung die Nachfrage nach Leinen an.
In den 1990er Jahren gab es in einigen EU-Ländern Anstrengungen, Flachs-Anbau und -produktion wiederzubeleben. Dabei konzentrierte man sich auf die Kurzfaser-Produktion. Durch Förderungen stiegen die Anbauflächen auf bis zu 212.000 Hektar im Jahre 1999. Vermarktungsprobleme auf der einen Seite und strengere Kontrollen bezüglich der tatsächlichen Produktion und Vermarktung der Fasern auf der anderen Seite führten zu einem Rückgang der Anbauflächen in diesen „neuen“ Flachsländern (Spanien, Portugal, Großbritannien, Deutschland). Spanien zahlte die kompletten Förderbeträge der Jahre 1996 bis 1999 in Höhe von knapp 130 Millionen Euro zurück. Der Flachsanbau ist heute wieder im Wesentlichen auf die traditionellen Länder Frankreich, Belgien, Niederlande, sowie die neuen EU-Mitgliedsländer Tschechien, Lettland und Litauen beschränkt.
2005 war der Lein in Deutschland die Heilpflanze des Jahres.
Im Jahr 2009 wurde bei Kontrollen kanadischer Leinsaat in Baden-Württemberg eine erhebliche Verunreinigung mit gentechnisch verändertem CDC Triffid-Leinsamen gefunden.

## Trivia
Der Erfolg der bekannten tschechischen Zeichentrickserie Der kleine Maulwurf begann 1957 mit dem Film Wie der Maulwurf zu seiner Hose kam, in dem die Verarbeitung von Flachs ausführlich gezeigt wird.